# Джевдет Йълмаз
Джевдет Йълмаз (на турски: Cevdet Yılmaz) е турски политик, настоящ вицепрезидент на Турция. Преди това той е бил заместник министър-председател на Турция във временното изборно правителство, съставено от министър-председателя Ахмет Давутоглу от 28 август до 17 ноември 2015 г. Преди това е бил министър на развитието от 2011 до 2015 г. и отново от 2015 до 2016 г.

## Ранен живот и кариера
След като завършва гимназия в Бингьол през 1983 г., Йълмаз завършва с отличие факултета по икономика и административни науки на Близкоизточния технически университет, катедра по публична администрация през 1988 г.
През 1989 г. започва работа в Държавната организация за планиране (на турски: Devlet Planlama Teşkilatı).
Йълмаз заминава за Съединените щати между 1992 и 1994 г. и завършва факултета по международни отношения в университета в Денвър. В катедрата по политически науки и публична администрация на университета Билкент Йълмаз получава докторска степен. През 2003 г. Йълмаз е назначен в генерална дирекция „Връзки с ЕС“.
На изборите през 2007 г. Йълмаз е избран за депутат от Бингьол. На 1 май 2009 г. е назначен за държавен министър във втория кабинет на Ердоган. На 6 юли 2011 г. Йълмаз става министър на развитието в третия кабинет на Ердоган. От 3 юни 2023 г. е назначен за вицепрезидент на Турция.
Той е от заза произход.